# Hans Werl
Hans Werl (1570 – 1608 Mnichov) byl malíř 16. a 17. století, který mimo jiné pracoval také jako dvorní malíř vévody Maximiliána.

## Životopis
Byl to pravděpodobně syn mnichovského dvorního lokaje Daniela Werla. O jeho vzdělání je málo známo. Od roku 1588 do roku 1589 byl učedníkem u malíře Alessandra Paduana na mnichovském Dvoře. Podle rozhodnutí ze dne 12. června 1594 zaměstnával vévoda Wilhelm V Hanse Werla u Dvora. Na jaře 1595 pracoval pro následníka trůnu Maximiliána na hradě Trausnitz ve městě Landshut. Dvorním malířem byl jmenován 1. ledna 1596. Byl jedním z mála dvorních umělců, kteří neztratili své postavení v roce 1597, při omezování ze strany bavorského Dvora. V roce 1600 doprovázel vévodu Maximiliána I. do Grazu, na svatbu jeho sestry Marie Anny s arcivévodou Ferdinandem. Pro starý Herkulův sál v Královské rezidenzi v Mnichově, který Maximilian I. založil jako slavnostní sál v letech 1600 až 1603 vytvořil Werl historický cyklus deseti obrazů, které zachycují vynikající činy vládců z Wittelsbachu. V roce 1603 byl jako stavební znalec spolu s Hansem Krumpperem při plánování vítězného oblouku (Bennobogen) v mnichovském chrámu Frauenkirche. Na jaře roku 1606 byl poslán do Regensburgu, aby tam prozkoumal možnost instalace bronzové sochy biskupa katedrály, kardinála Philippa Wilhelma von Bayern,
Dvorní malíř Hans Werl je považován za jednoho z nejtalentovanějších místních malířů. Vyšel ze školy zahraničních umělců, kteří pracovali na mnichovském Dvoře kolem roku 1590.

## Dílo
- Jeho hlavní dílo, oltářní obraz Nanebevzetí Panny Marie (Himmelfahrt Mariae) ve dvorní kapli rezidence v Mnichově, vzniklo kolem roku 1600. Kompozicí a typografií bylo ovlivněno dílem Petra Candida.[1]
- Jeho miniatury byly u mnichovského Dvora (Münchner Hof) vysoce ceněny[1]

- Na objednávku vévody Maximiliána I. Bavorského namaloval knížecí portréty, částečně ve formě kopií pro řadu předků z rodokmenu Wittelsbachů.[1]

Některé z jeho obrázů pro starý Herkulův sál mnichovské Rezidence se nyní nachází v pobočce Bavorské státní galerie (Staatsgalerie-Filiale) v Burghausenu:
- Bitva u Mühldorfu (Schlacht bei Mühldorf)
- Bitva u Ampfingu (Die Schlacht bei Ampfing 1322

### Galerie

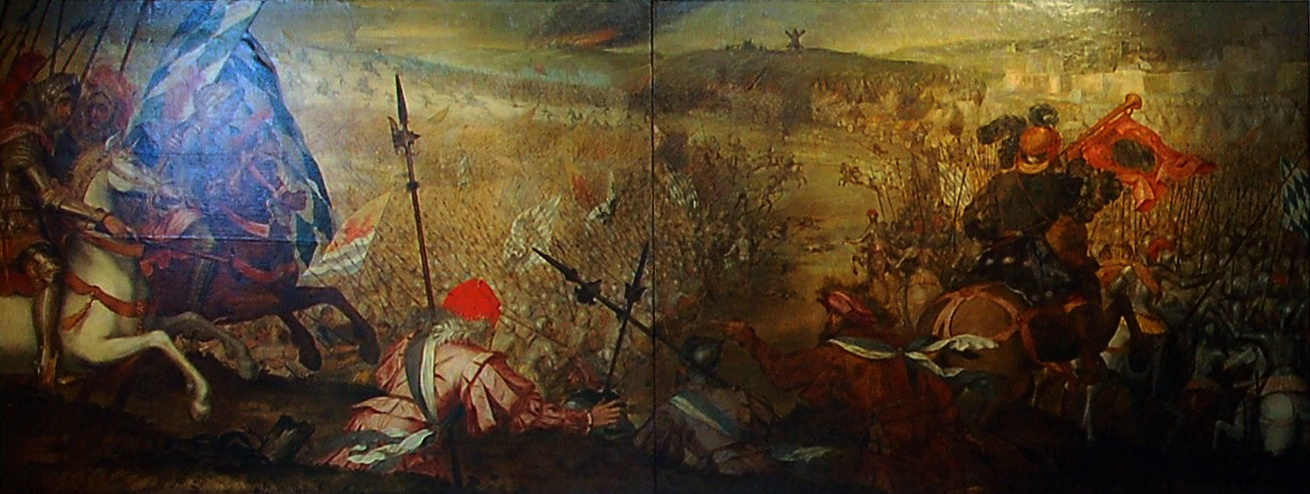
Hrad Burghausen, Bavorsko, Německo. Obraz bitvy u Maastrichtu v roce 1408
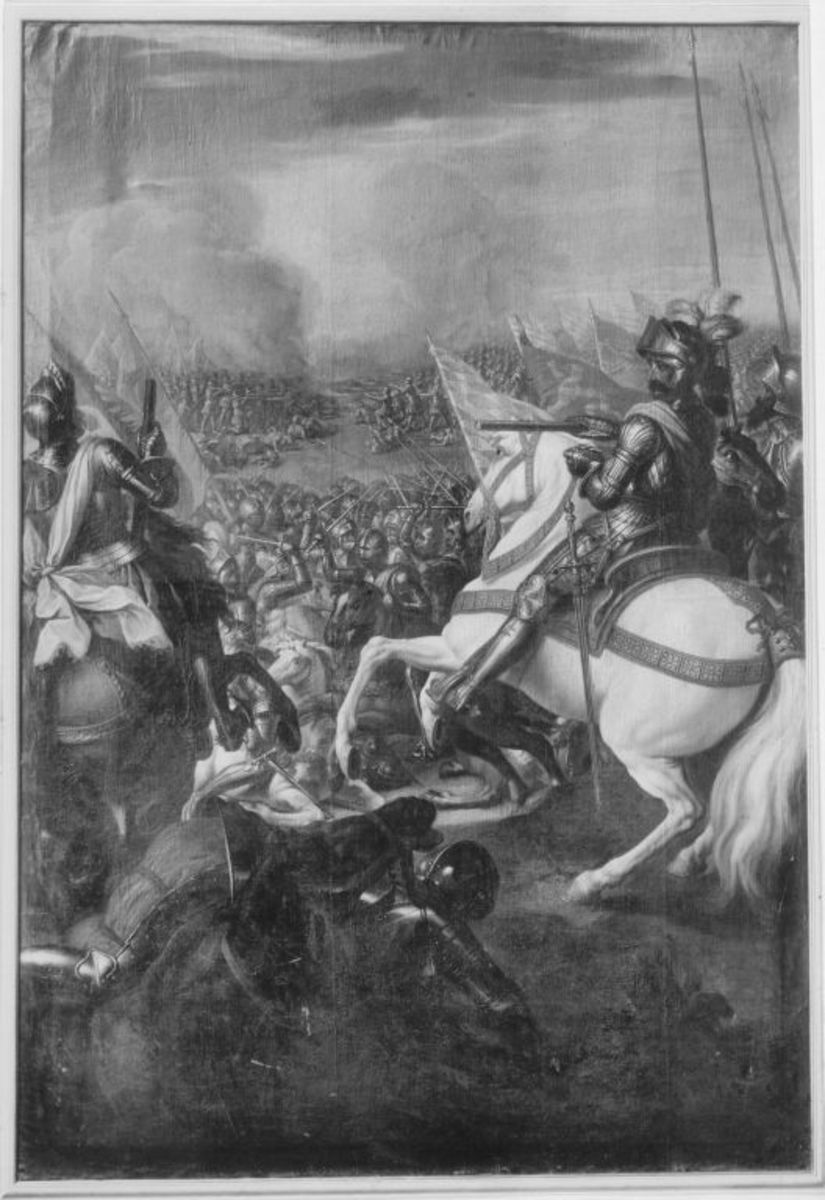
Hans Werl – Bitva u Gammelsdorfu
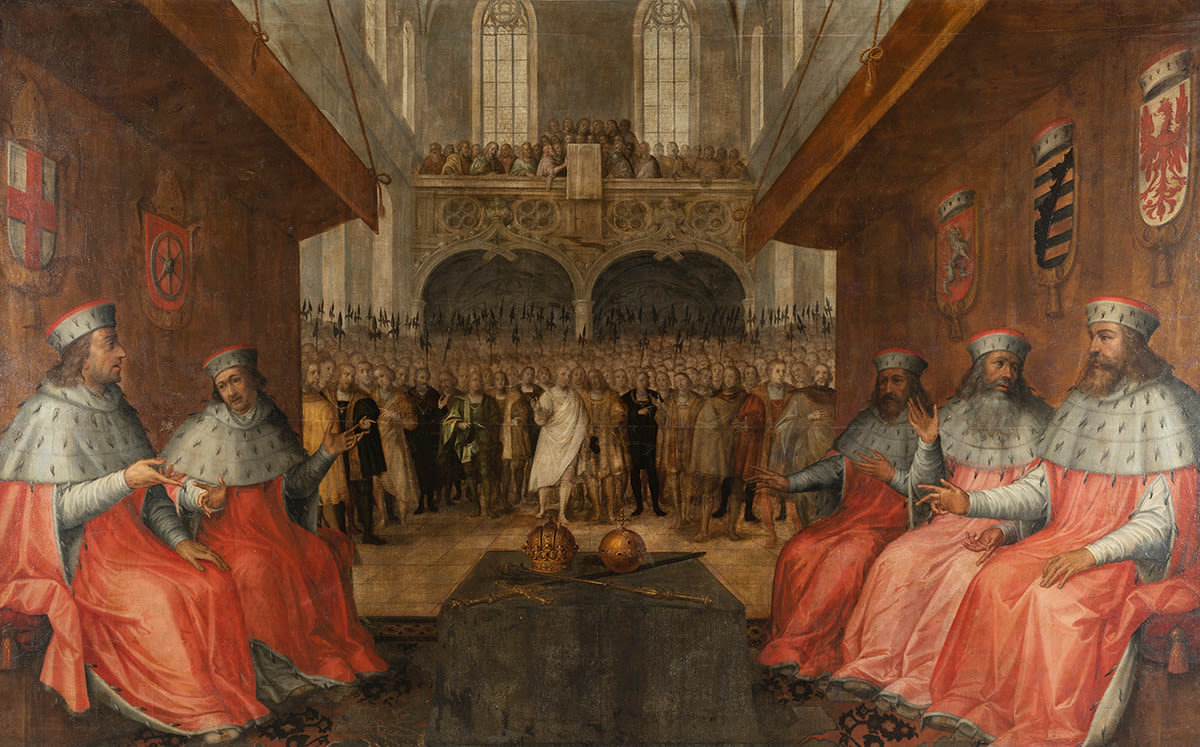
Vévoda Ludwig IV. (Bavorský) byl v roce 1314 zvolen římsko-německým králem
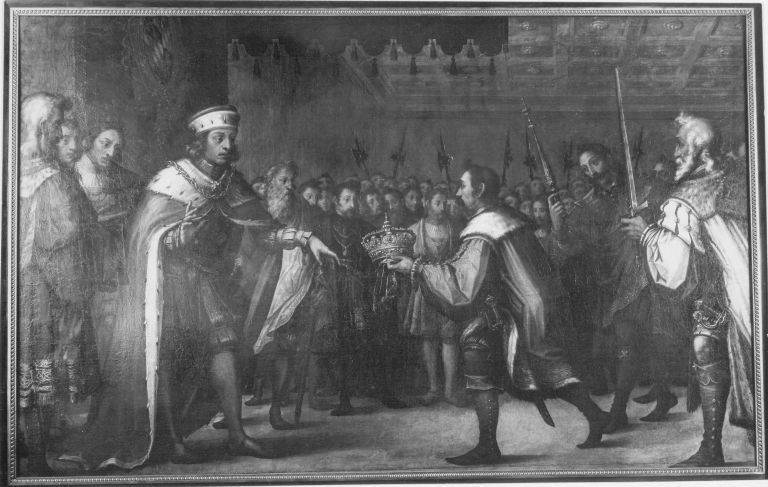
Vévoda Albrecht III Bavorský odmítá v roce 1440 českou královskou korunu